# エリザベス・バウチャー (第4代バウチャー女男爵)
第4代バウチャー女男爵エリザベス・バウチャー（英: Elizabeth Bourchier, 4th Baroness Bourchier, 1399年ごろ - 1432年）は、イングランドの貴族女性。

## 生涯
彼女は第3代バウチャー男爵バーソロミュー・バウチャーの娘である。2度結婚し、どちらの夫も妻の権利によりバウチャー男爵を称した。
エリザベス・バウチャーの母は、バーソロミューの2番目の妻であるイドネア・ラヴィーである。エリザベスは父バーソロミューが1409年に亡くなったときに男爵位を継承した。
最初に初代スタッフォード男爵ヒュー・スタッフォードと結婚した。ヒューは第2代スタッフォード伯爵ヒュー・スタッフォードの息子である。結婚は1411年より少し前に行われ、1411年にヒューはバウチャー男爵として初めて議会に召喚された。ヒューは1420年に死去した。
2番目にサー・ルイス・ロブサート（1430年没）と結婚し、1425年にルイスがバウチャー男爵として議会に召喚された。ルイスはイングランド王ヘンリー6世の侍従長であった。どちらの結婚からも子供は生まれなかった。
エリザベス・バウチャーは2番目の夫サー・ルイス・ロブサートとともにウェストミンスター寺院に埋葬された。エリザベスは子供を残さずに亡くなったため、男爵位ははとこにあたる初代エセックス伯爵ヘンリー・バウチャー（1404年 - 1483年）に継承された。